# Шатофор (Ивлен)
Шатофор (фр. Châteaufort) насеље је и општина у Француској у региону Париски регион, у департману Ивлен која припада префектури Versailles.
По подацима из 2011. године у општини је живело 1415 становника, а густина насељености је износила 289,96 становника/km². Општина се простире на површини од 4,88 km². Налази се на средњој надморској висини од 150 m метара (максималној 164 m, а минималној 86 m m).

## Демографија
| 1962. | 1968. | 1975. | 1982. | 1990. | 1999. | 2011. |
| ----- | ----- | ----- | ----- | ----- | ----- | ----- |
| 717   | 749   | 812   | 769   | 1.427 | 1.453 | 1.415 |

График промене броја становника у току последњих година